# Elyes Jelassi
Elyes Jelassi (in arabo إلياس الجلاصي‎?; Manouba, 7 febbraio 1994) è un calciatore tunisino, centrocampista dello Stade Tunisien.

## Carriera

### Club
Muove i suoi primi passi nelle giovanili dello Stade Tunisien, che nel 2013 lo aggrega alla prima squadra. Il 14 settembre 2021 si trasferisce in Egitto, accordandosi con l'Al-Masry fino al 2025.

### Nazionale
Esordisce in nazionale il 14 giugno 2015 contro il Marocco, incontro valido per le qualificazioni al Campionato delle Nazioni Africane 2016, subentrando all'86' al posto di Mohamed Amine Ben Amor.

## Statistiche

### Presenze e reti nei club
Statistiche aggiornate al 28 gennaio 2023.
| Stagione              | Squadra               | Campionato            | Campionato | Campionato | Coppe nazionali | Coppe nazionali | Coppe nazionali | Coppe continentali | Coppe continentali | Coppe continentali | Altre coppe | Altre coppe | Altre coppe | Totale | Totale |
| Stagione              | Squadra               | Comp                  | Pres       | Reti       | Comp            | Pres            | Reti            | Comp               | Pres               | Reti               | Comp        | Pres        | Reti        | Pres   | Reti   |
| --------------------- | --------------------- | --------------------- | ---------- | ---------- | --------------- | --------------- | --------------- | ------------------ | ------------------ | ------------------ | ----------- | ----------- | ----------- | ------ | ------ |
| 2013-2014             | Stade Tunisien        | L1                    | 21         | 1          | CT              | 2               | 0               | -                  | -                  | -                  | -           | -           | -           | 23     | 1      |
| 2014-2015             | Stade Tunisien        | L1                    | 29         | 2          | CT              | 2               | 0               | -                  | -                  | -                  | -           | -           | -           | 29     | 6      |
| 2015-2016             | Espérance             | L1                    | 11         | 1          | CT              | 3               | 0               | CC                 | 1                  | 0                  | -           | -           | -           | 15     | 1      |
| 2016-2017             | Espérance             | L1                    | 7+3        | 0          | CT              | 2               | 0               | CCL                | 1                  | 0                  | -           | -           | -           | 13     | 0      |
| Totale Espérance      | Totale Espérance      | Totale Espérance      | 18+3       | 1          |                 | 5               | 0               |                    | 2                  | 0                  |             | -           | -           | 28     | 1      |
| 2017-2018             | Stade Tunisien        | L1                    | 21         | 1          | CT              | 0               | 0               | -                  | -                  | -                  | -           | -           | -           | 21     | 1      |
| 2018-gen. 2019        | Stade Tunisien        | L1                    | 9          | 1          | CT              | 0               | 0               | -                  | -                  | -                  | -           | -           | -           | 9      | 1      |
| Totale Stade Tunisien | Totale Stade Tunisien | Totale Stade Tunisien | 80         | 5          |                 | 2               | 0               |                    | -                  | -                  |             | -           | -           | 82     | 5      |
| gen.-giu. 2019        | Monastir              | L1                    | 12         | 0          | CT              | 2               | 0               | -                  | -                  | -                  | -           | -           | -           | 14     | 0      |
| 2019-2020             | Monastir              | L1                    | 24         | 4          | CT              | 5               | 2               | -                  | -                  | -                  | -           | -           | -           | 29     | 6      |
| 2020-2021             | Monastir              | L1                    | 22         | 6          | CT              | 2               | 0               | CC                 | 6                  | 2                  | -           | -           | -           | 30     | 8      |
| Totale Monastir       | Totale Monastir       | Totale Monastir       | 58         | 10         |                 | 9               | 2               |                    | 6                  | 2                  |             | -           | -           | 73     | 14     |
| 2021-2022             | Al-Masry              | PL                    | 31         | 6          | CE              | 3               | 0               | CC                 | 7                  | 1                  | -           | -           | -           | 41     | 7      |
| 2022-2023             | Al-Masry              | PL                    | 16         | 3          | CE              | 0               | 0               | -                  | -                  | -                  | -           | -           | -           | 16     | 3      |
| Totale Al-Masry       | Totale Al-Masry       | Totale Al-Masry       | 47         | 9          |                 | 3               | 0               |                    | 7                  | 1                  |             | -           | -           | 57     | 10     |
| Totale carriera       | Totale carriera       | Totale carriera       | 206        | 25         |                 | 19              | 2               |                    | 15                 | 3                  |             | -           | -           | 240    | 30     |

### Cronologia presenze e reti in nazionale
| Cronologia completa delle presenze e delle reti in nazionale ― Tunisia | Cronologia completa delle presenze e delle reti in nazionale ― Tunisia | Cronologia completa delle presenze e delle reti in nazionale ― Tunisia | Cronologia completa delle presenze e delle reti in nazionale ― Tunisia | Cronologia completa delle presenze e delle reti in nazionale ― Tunisia | Cronologia completa delle presenze e delle reti in nazionale ― Tunisia | Cronologia completa delle presenze e delle reti in nazionale ― Tunisia | Cronologia completa delle presenze e delle reti in nazionale ― Tunisia |
| Data                                                                   | Città                                                                  | In casa                                                                | Risultato                                                              | Ospiti                                                                 | Competizione                                                           | Reti                                                                   | Note                                                                   |
| ---------------------------------------------------------------------- | ---------------------------------------------------------------------- | ---------------------------------------------------------------------- | ---------------------------------------------------------------------- | ---------------------------------------------------------------------- | ---------------------------------------------------------------------- | ---------------------------------------------------------------------- | ---------------------------------------------------------------------- |
| 14-6-2015                                                              | Casablanca                                                             | Marocco                                                                | 1 – 1                                                                  | Tunisia                                                                | Q. Campionato delle Nazioni Africane 2016                              | -                                                                      | 86’                                                                    |
| 20-10-2019                                                             | Salé                                                                   | Libia                                                                  | 1 – 2                                                                  | Tunisia                                                                | Q. Campionato delle Nazioni Africane 2020                              | -                                                                      | 63’                                                                    |
| Totale                                                                 |                                                                        | Presenze                                                               | 2                                                                      |                                                                        | Reti                                                                   | 0                                                                      |                                                                        |

## Palmarès

### Club

#### Competizioni nazionali
- Coppa di Tunisia: 2

Espérance: 2015-2016
Monastir: 2019-2020
- Campionato tunisino: 1

Espérance: 2016-2017